# Novodrújesk
Novodrújesk (en ucraïnès: Новодружеськ, en rus: Новодружеск) és una vila pertanyent a l'óblast de Luhansk a Ucraïna. Situada al nord-est del país, forma part del municipi de Lissitxansk.
La ciutat es troba controlada per Rússia des de juliol de 2022, sent ocupada com a part de la República Popular de Luhansk.

## Geografia
Novodrújesk es troba a la riba dreta del riu Donets, situada a 7 quilòmetres de Rubijne i 84 quilòmetres al nord-oest de Luhansk.

## Història
La ciutat de Novodrújesk va ser fundada el 1935 en relació amb la construcció de la mina Novodrújeska amb una capacitat de producció de 1,5 mil tones de carbó per dia. Els primers constructors de mines vivien en tres barracons de fusta, així com als pobles dels voltants, i al maig de 1936 es van completar els primers sis edificis residencials de dos pisos. Al desembre de 1939, la mina Novodrújeska va entrar en funcionament i per al juny del 1941, la producció diària mitjana de carbó va aconseguir les 545 tones. El carbó d'aquesta mina i de la mina Tomasz es va lliurar a la planta química Russko-Kraska de Rubijne mitjançant un telefèric. El 28 d'octubre de 1938 va rebre l'estatus d'assentament de tipus urbà.
El 10 de juliol de 1942, durant l'operació Barba-roja alemana de la Segona Guerra Mundial, unitats de l'Exèrcit Roig van abandonar temporalment Novodrújesk. Durant l'ocupació, les tropes alemanyes van matar a 126 residents i 130 persones van ser deportades a Alemanya. El 6 de febrer de 1943, soldats de l'Exèrcit Roig van alliberar el poble temporalment, recuperant-la de manera definitiva el 2 de setembre de 1943, en el seu avanç des del cap de pont de Privíl·lia.
La restauració de la mina Novodrújeska va començar al febrer de 1945 i va finalitzar al desembre de 1949. A l'any següent, la producció mitjana diària de carbó va ascendir a 650 tones, és a dir, es va superar el nivell anterior a la guerra. El 1952, va començar la construcció d'una altra mina: la mina Tomashevska-Pivdenna. L'assentament urbà pertany administrativament al districte urbà de la ciutat veïna de Lissitxansk des de la dècada de 1960 i té estatus de ciutat des del 1963.
En la dècada de 1990, la ciutat va experimentar una recessió econòmica, va tancar la planta de producció d'explosius i va començar la sortida de la població.
Al començament de la guerra del Dombàs, la ciutat va ser controlada per la República Popular de Luhansk; però el 22 de juliol de 2014, després d'intensos combats, va ser presa per la guàrdia nacional ucraïnesa.
Durant la invasió russa d'Ucraïna de 2022, la ciutat va ser escenari d'importants combats durant la batalla de Lissitxansk, que va acabar amb la captura dels ciutat pels russos el 3 de juliol.

## Demografia
L'evolució de la població entre 1939 i 2021 va ser la següent:
| 1939 | 1959   | 1970   | 1979   | 1989   | 2001 | 2005 | 2010  | 2012  | 2014 | 2017 | 2019 | 2021 |
| ---- | ------ | ------ | ------ | ------ | ---- | ---- | ----- | ----- | ---- | ---- | ---- | ---- |
| 4704 | 11 511 | 12 588 | 11 658 | 11 167 | 9025 | 8525 | 7 968 | 7 816 | 7660 | 7342 | 7049 | 6806 |

Segons el cens de 2001, la majoria de la població té com a llengua materna el rus (55,4%), seguits pels parlants d'ucraïnès (40,9%).

## Economia
La principal activitat econòmica de la ciutat és l'extracció de carbó realitzada en la mina Novodrújeskaia.

## Galeria

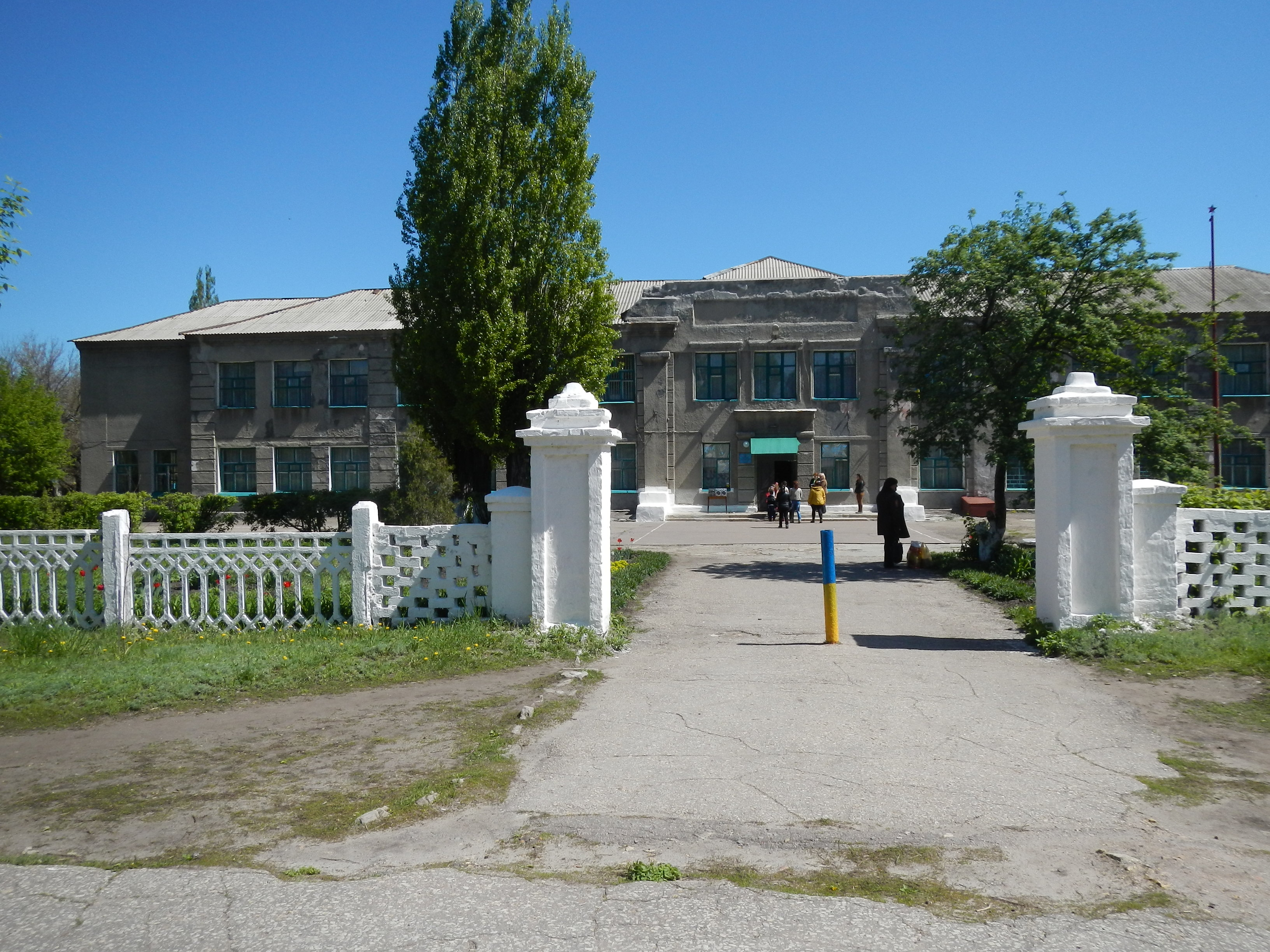
Col·legi local
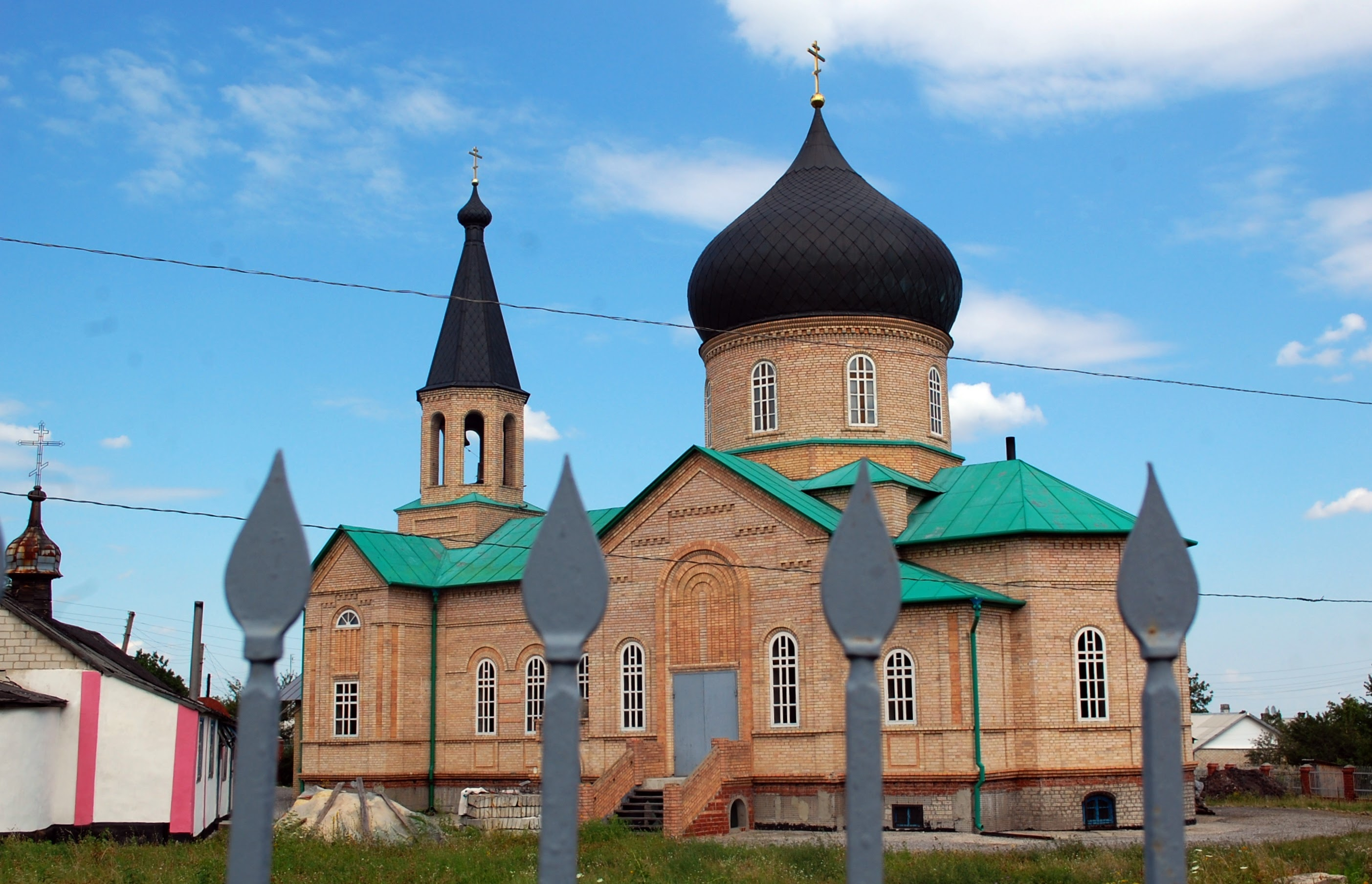
Església de Novodrújesk
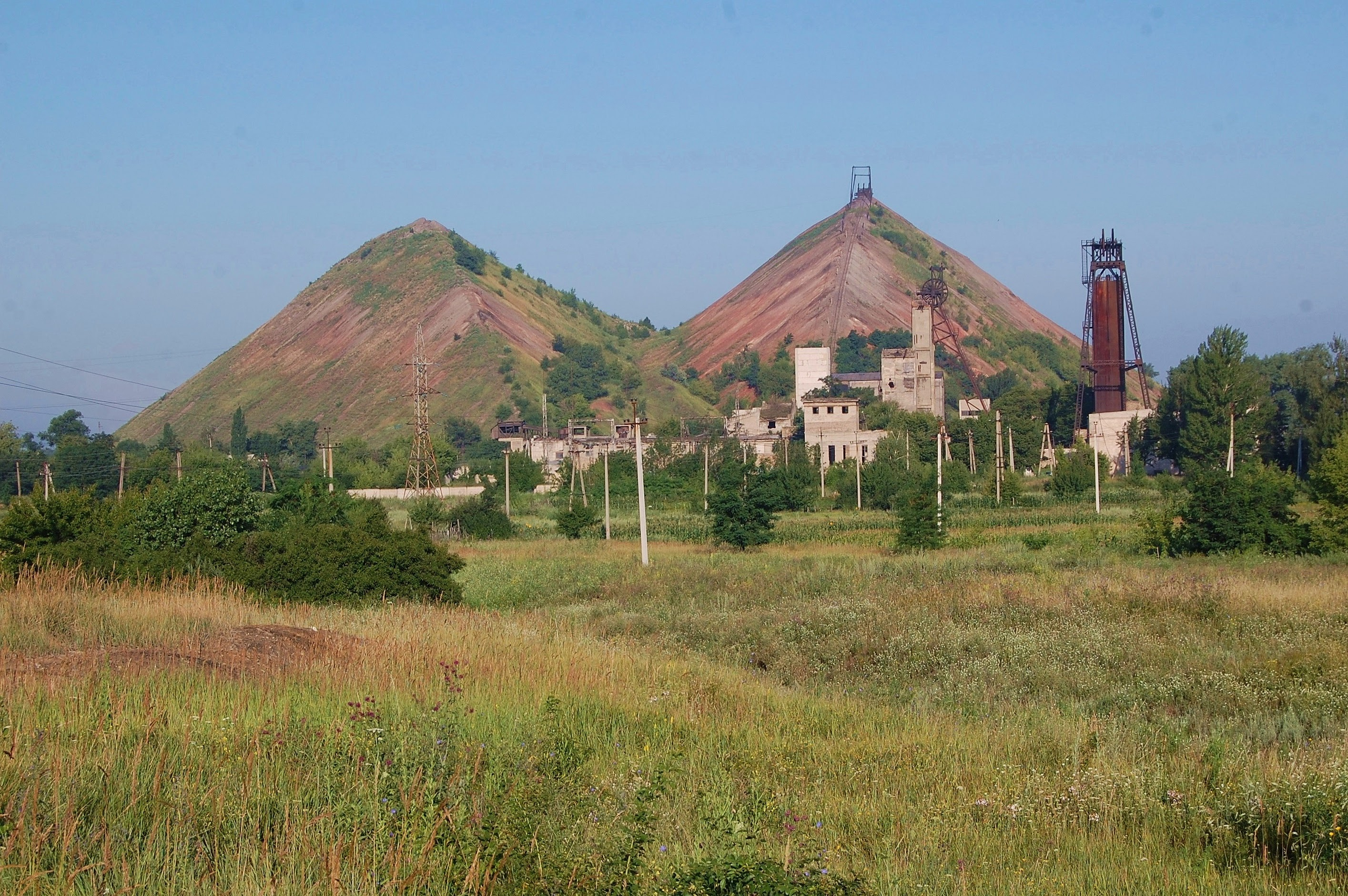
Mina de carbó Novodrújeskaia
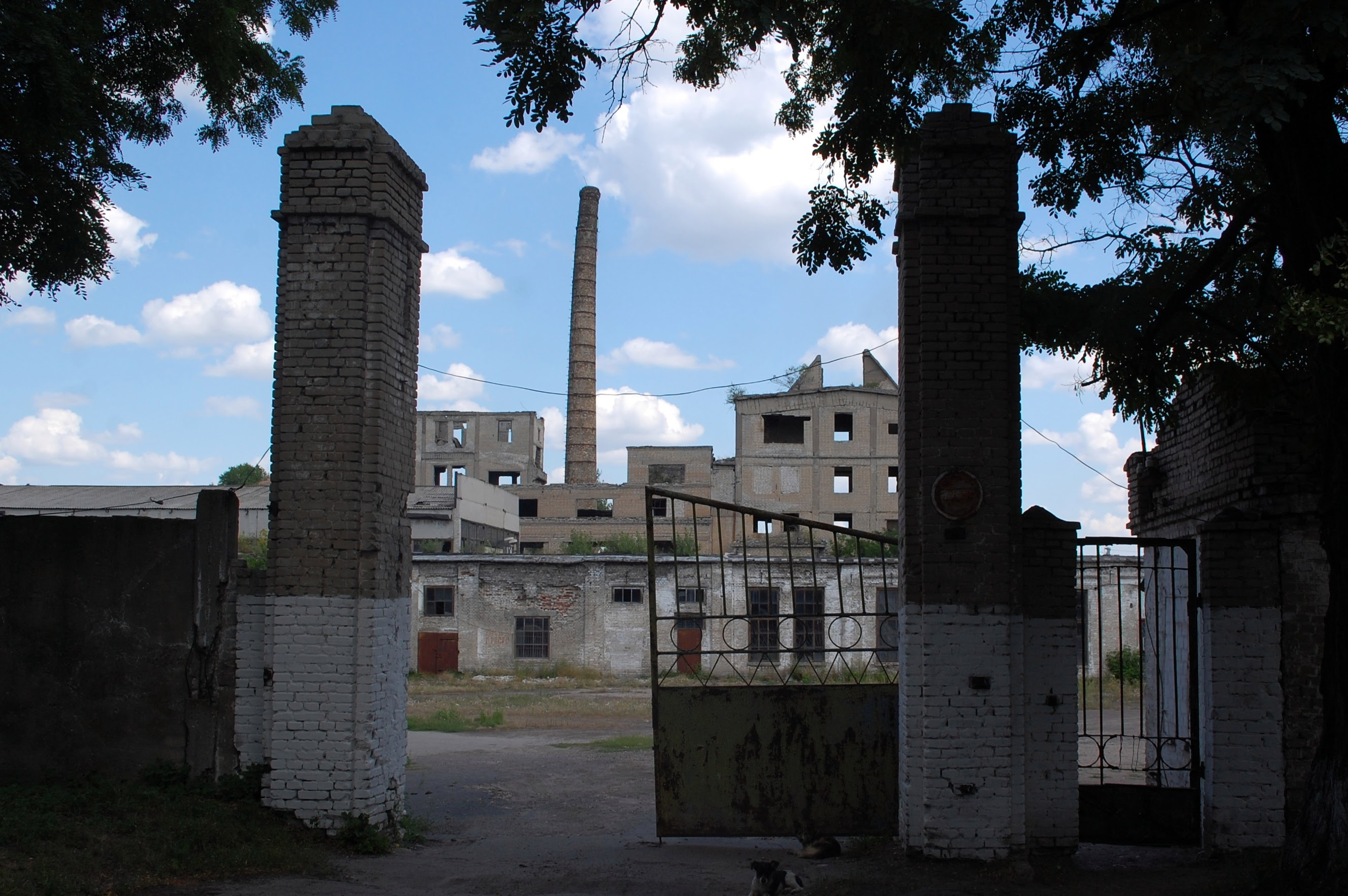
Fàbrica abandonada